# César Eduardo Etcheverry
César Eduardo Etcheverry fue un policía y criminalista argentino con actuación en la primera mitad del siglo XX. A partir de su pertenencia a la División Investigaciones de la Policía de la Capital, nombre que por entonces recibía la fuerza pública de la Ciudad de Buenos Aires, y antecedente histórico inmediato de la Policía Federal Argentina, fue impulsor de la implantación del sistema de identificación dactiloscópica, de la cooperación internacional entre instituciones policiales y protagonista del proceso de profesionalización de la policía que tuvo lugar en las primeras décadas del siglo pasado en la Argentina.

## Reseña Biográfica
Nació en la ciudad de Dolores, cabecera del Partido homónimo de la Provincia de Buenos Aires, el 5 de enero de 1884, en el seno de la familia conformada por sus padres Mariano Etcheverry y Martina Cornell, y siete hermanos más.
A mediados de 1904, con 20 años de edad ingresó a la ya mencionada institución policial,  de la que se convertiría en uno de los máximos referentes a lo largo de la década de 1920. Ya estando retirado, sería convocado para ejercer la jefatura de la Policía de la Provincia de Buenos Aires bajo la intervención federal de Octavio R. Amadeo. 
Falleció en su pueblo natal el 5 de julio de 1948.

## Desarrollo profesional
El 15 de junio de 1904 ingresó a la Sección Investigaciones de la Policía de la Capital en calidad de Agente de 3.ª Clase, donde tomaría contacto con el reciente Sistema Dactiloscópico Argentino ideado por Juan Vucetich e implementado en la mencionada fuerza por José Gregorio Rossi a partir de 1901. Con Vucetich trabaría una relación personal que iría más allá de sus roles profesionales, al punto que este último contraería matrimonio con Dolores Etcheverry, una de sus hermanas.
A partir de 1906 se convierte en Instructor de Dactiloscopía de los aspirantes a ingresar a Investigaciones, y en 1909, ya como Oficial Inspector sería designado como Encargado de la Oficina de Dactiloscopía y Antropometría. 
Sus conocimientos y experiencia en la materia lo llevarían a ser comisionado, también en 1906, al Departamento de Policía de Santiago de Chile, con el fin de organizar en ese país el archivo dactiloscópico. También, a ser designado profesor de Identificaciones en la Escuela de Cadetes de la Policía de la Capital. Estas actividades docentes se verían ampliadas en los años posteriores, en que se desempeñaría como Jefe de la Escuela de Investigaciones (1923) rol en el que sería secundado por otro notable policía de la época, Miguel A. Viancarlos, y más tarde, en 1933, como Profesor de Policía Científica. Ya retirado de la policía, en 1935, escribiría junto a Francisco L. Romay un trabajo académico titulado “La marcha del delito en la Capital Federal durante los últimos años”, que sería publicado en la Revista de Criminología Psiquiatría y Medicina Legal y en el cual ponía énfasis en el rol de las medidas de prevención de la delincuencia.
En el año 1914 fue nombrado Comisario. Con ese cargo se desempeñaría primero como Jefe de la Sección Identificaciones hasta 1922. Entre esa fecha y 1925 se encontraría a cargo de la División Central y finalmente sería designado Jefe de la División Investigaciones entre 1925 y 1930.  Durante este último lapso ocuparía también la función de “Comisario de Órdenes” (una suerte de Nro. 2 de la Policía de la Capital), bajo la jefatura del Dr. Francisco Wright, funcionario nombrado por el presidente Marcelo Torcuato de Alvear. Con posterioridad al cambio presidencial y ya durante el segundo gobierno de Hipólito Yrigoyen, continuaría en el mismo cargo bajo la jefatura del inspector general Juan José Graneros.
Durante la década de 1920 representó a la Policía de la Capital en diversos foros internacionales, entre ellos la Conferencia Internacional de Federaciones de Policías, celebrado en Buenos Aires en febrero de 1920, y las Conferencias Internacionales de Policía que se reunieron en la ciudad de Nueva York los años 1922, 1923 y 1925. En todos ellos impulsó la cooperación internacional entre agencias encargadas de hacer cumplir la ley, en particular el intercambio de información sobre antecedentes de delincuentes internacionales. Fue también nombrado nexo de la fuerza con una comisión de agentes norteamericanos enviados por la Sociedad de las Naciones en mayo de 1924 que se encontraba investigando el funcionamiento de las redes de trata de mujeres con fines de explotación sexual a nivel continental.
El Golpe de Estado en Argentina de 1930 provocaría su alejamiento momentáneo, aunque sería convocado nuevamente hacia finales de ese año. En enero de 1931, en el marco de las reformas policiales emprendidas por el gobierno de facto del General José Félix Uriburu, fue ascendido a Subprefecto de Seguridad, aunque descontento con el protagonismo que ganaron dentro de la policía oficiales militares y funcionarios civiles que no provenían de las filas institucionales, presentó su renuncia el 1 de julio de 1931. 
En 1940 se produciría la intervención federal de la Provincia de Buenos Aires, dispuesta por el presidente Roberto Marcelino Ortiz, quien nombró como interventor al Dr. Octavio R. Amadeo. Este, pocos días después de asumir sus funciones convocó a Etcheverry para desempeñarse como Jefe de la Policía de la Provincia de Buenos Aires cargo que mantendría hasta el alejamiento de Amadeo en febrero de 1941. Culminada su gestión, se retiraría a la vida privada en forma definitiva.